# Antoni Dziemianko
Mons. Antoni Dziemianko (* 1. ledna 1960 Zabroddzje) je běloruský římskokatolický kněz a biskup Pinsku.

## Život
Narodil se 1. ledna 1960 v Zabroddzje. Po ukončení základní a střední školy, neobdržel povolení státu ke studiu v kněžském semináři v Rize. Kněžskou formaci získal od preláta Wacława Pientkowskiego, poté generálního vikáře Pinské diecéze. Na kněze byl vysvěcen 28. října 1980 biskupem Vincentasem Sladkevičiusem. Do 26. dubna 1985 neměl od státních orgánů povolení k vykonávání kněžské služby, a pracoval jako sakristán a varhaník.
V letech 1982–1984 působil ve vojenské službě na severním polárním kruhu (Murmanská oblast). Následně do roku 1998 byl farářem v Novogrodku. Roku 1992 začal studovat na Institutu rodiny Katolické teologické akademie ve Varšavě, kde roku 1996 získal titul magistra teologie.
Dne 4. července 1998 byl papežem Janem Pavlem II. jmenován pomocným biskupem diecéze Grodno a titulárním biskupem z Lesvi. Biskupské svěcení přijal 29. září 1998 z rukou kardinála Kazimierze Świątka a spolusvětiteli byli arcibiskup Dominik Hrušovský a biskup Aleksander Kaszkiewicz.
V letech 1998–2004 byl generálním vikářem hrodenské diecéze, farář katedrály a rektor semináře Grodnu.
Dne 14. prosince 2004 byl jmenován pomocným biskupem arcidiecéze Minsk-Mohylev. V den rezignace 14. června 2006 Kazimierze Świątka na post arcibiskupa Minsku-Mohylevy byl ustanoven apoštolským administrátorem téže arcidiecéze. Tuto funkci vykonával do 21. září 2007 kdy se novým arcibiskupem stal Mons. Tadeusz Kondrusiewicz.
Dne 3. května 2012 byl jmenován diecézním biskupem Pinsku.